# Giuseppe Perrotta
Giuseppe Perrotta (Catania, 19 marzo 1843 – Catania, 16 febbraio 1910) è stato un compositore italiano.
Laureatosi a diciotto anni, in giurisprudenza, non volle seguire le orme del padre avvocato, per dedicarsi alla carriera artistica.
Ben presto si affermò musicista valente. Esordi, nel 1876, con un  Album vocale da camera, comprendente sei lavori:  Dall'Intimo ,— Non ho più amor — Ora è di amor — Allor che taci — Un bacio — Baciami ancor, edito a Milano dalla casa Canti, e giudicato dalla critica come una grande promessa e D'Arcais ritenne il Perrotta peritissimo negli artifizi dell'armonia. Poco dopo pubblicò un altro Album, intitolato Accanto all'Etna per il quale la critica dichiarò quei pezzi musicali di squisita fattura, nonostante la sua avversione alla reclame che lo mettesse in vista.
Nel 1878 compose un nuovo volume intitolato Album di tre fughe, che confermò il valore del maestro catanese.
Le opere maggiori prima delle quali fu il poema sinfonico  Cavalleria Rusticana, sulla novella di Giovanni Verga, composto molto tempo prima che Pietro Mascagni scrivesse la sua fortunata opera. Il poema Perrottiano era diviso in due parti oltre l'Indicazione. Parte 1.a Notte — Voce d'amore — Pene di Santuzza . Parte 2.a Giorno di Pasqua — Gelosia — Catastrofe.
Seguirono i melodrammi Bianca di Lara, su libretto di Stefano Interdonato; Il Conte Janno, parole di Ugo Fleres; Il Trionfo di Amore del Giacosa; Il Piffero di Montagna opera comica sul libretto del fratello A. Perrotta (Cervantes) in versi martelliani; opere ben giudicate. Sulle qualità tecniche dell'opera di Giuseppe Perrotta, il maestro Giuseppe Auteri De Cristofaro ebbe a dire, in una lettera ad Agatino Perrotta:
Il professore Francesco Guardione ne scrisse e pubblicò un'estesa biografia.
Alla sua morte, la città gli rese onoranze al Teatro Massimo Bellini.

## Opere
- Musica sinfonica : volume primo / Giuseppe Perrotta - [S.l. - [1870
- Polifonia: volume primo / Giuseppe Perrotta - [S.l. - 1876
- Composizioni diverse per pianoforte / Giuseppe Perrotta
- A S.M. Umberto 1. : Inno marcia con accomp.to di Pianoforte... / Giuseppe Perrotta - Milano: Lucca, Francesco, 1881
- Due composizioni musicali per camera / di Giuseppe Perrotta... - Milano: Ricordi Edizioni, t.s. 1881
- Addio! : serenata / poesia di Emmanuele Navarro; musica di Giuseppe Perrotta - Milano: Ricordi Edizioni, t.s. 1881
- Il canto del marinaio : barcarola / poesia di Emmanuele Navarro; musica di Giuseppe Perrotta - Milano: Ricordi Edizioni, t.s. 1881
- Confidenze : capriccio vocale per camera / Giuseppe Perrotta; parole di P. Arecchi - Catania - 1882
- Preludio e fuga in La per Pianoforte / Giuseppe Perrotta - Napoli: Orlandini, Giuseppe
- Minuetto per pianoforte / Giuseppe Perrotta... - Bologna: Tedeschi, Achille
- Corrente in Mi maggiore / di Giuseppe Perrotta... - Bologna: Tedeschi, Achille
- Folchetto : leggenda / musica di G. Perrotta; poesia di Calcedonio Reina - Torino - 1882
- Preludio allo Stabat di Pergolesi / Giuseppe Perrotta
- Son curiosa| : canzonetta / musica di Giuseppe Perrotta - Palermo - 1883-86
- Musica vocale da camera : volume terzo / Giuseppe Perrotta - [S.l. - 1888?
- Minuetto : per pianoforte / Perrotta - Bologna - [18..]
- Tre fughe per pianoforte / Giuseppe Perrotta - Catania: Bennati, G., [fine 19. sec.]
- Gavotta per pianoforte / Giuseppe Perrotta - Bologna: Tedeschi
- Album vocale da camera in chiave di sol con accomp.to di pianoforte / di Giuseppe Perrotta Musumeci - Milano: Canti, Giovanni
- Orientale / parole di Luigi Capuana; musica di G. Perrotta... - Milano: Lucca, Francesco, dep. 1884
- Serenata valacca / Giuseppe Perrotta - Napoli: Editori di musica, [ Nov 1884.]
- Vieni al mar : barcarola / Giuseppe Perrotta; parole di G. Cardinali - Napoli - 1888
- Musica per archi / Giuseppe Perrotta - [S.l. - 1893